# Kriegerdenkmal (Pasing)

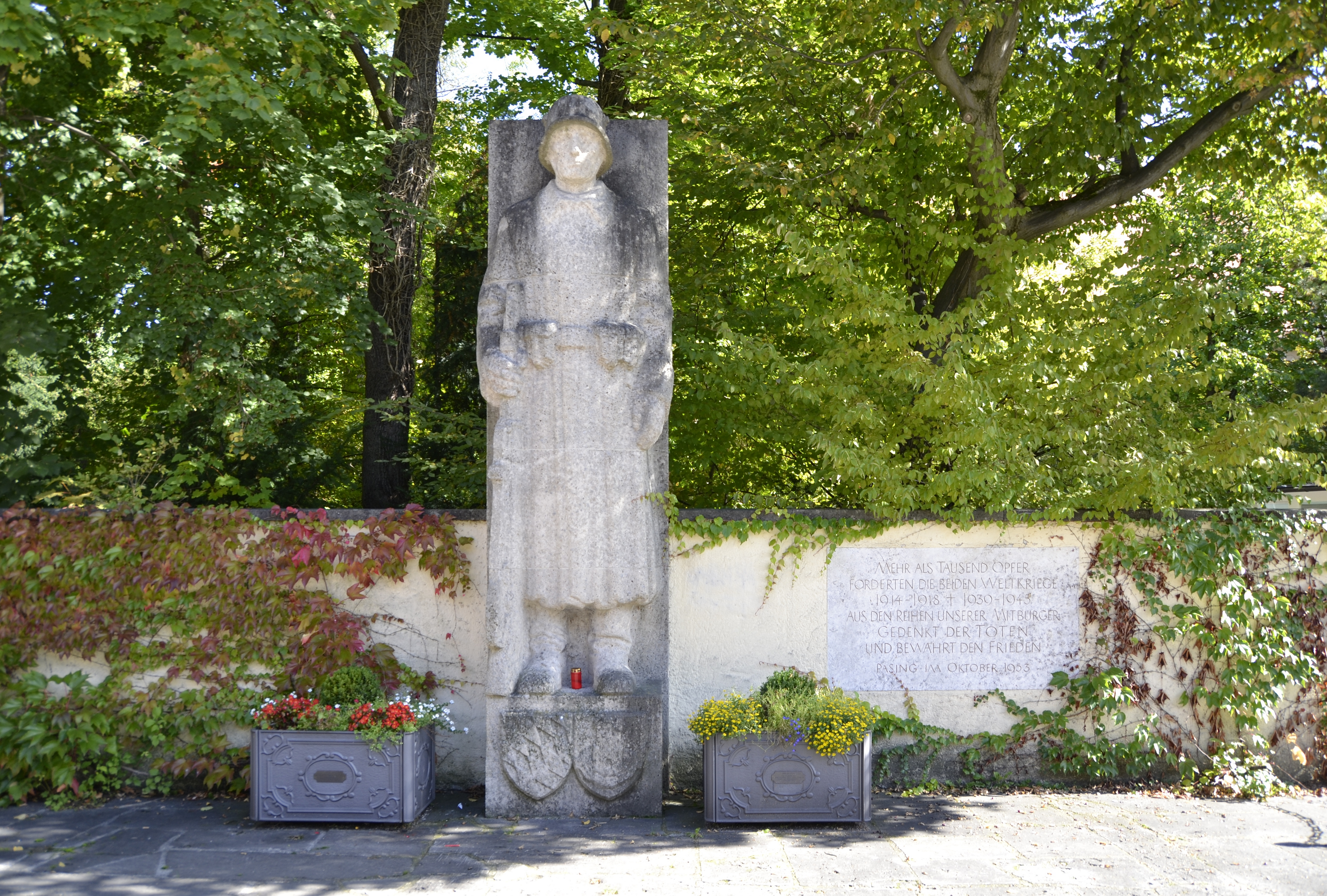
Kriegerdenkmal im Stadtteil Pasing von München

Das Kriegerdenkmal im Stadtteil Pasing der bayerischen Landeshauptstadt München wurde 1934 errichtet. Das Kriegerdenkmal an der Bäckerstraße, nahe der Einmündung zur Bodenstedtstraße ist ein geschütztes Baudenkmal.
Die Steinstele mit Inschriftentafel, Soldat und Wappen im Stil des Nationalsozialismus wurde vom Münchener Bildhauer Hans Osel (1907–1996) geschaffen. 